# 10 daily
10 daily là một trang web tin tức và giải trí. Là một phần của Ten Network Holdings, trang web được ra mắt công chúng vào tháng 5 năm 2018 với tên gọi ban đầu là Ten daily và được đổi tên thành 10 daily vào tháng 10 năm đó như một phần của quá trình tái cơ cấu tổng thể của mạng lưới. Trang web đã thu hút được 1,04 triệu người truy cập vào tháng 9 năm 2018.  10 daily tạo ra những nội dung nhắm đến nhóm người từ 18 đến 39 tuổi;  tính đến tháng 5 năm 2019, phần lớn khách truy cập ở độ tuổi từ 18 đến 44, là nữ và truy cập trang web trên thiết bị di động.  Vào ngày kỷ niệm 10 năm đầu tiên hoạt động của trang web, 10 daily đã đưa ra khẩu hiệu mới, "tin tức có lợi".
Trang web 10 daily đóng cửa vào ngày 22 tháng 5 năm 2020, mặc dù một số nội dung đã được chuyển sang 10Play và mạng xã hội.